# Thulani
Thulani ist ein männlicher Vorname, der insbesondere im südlichen Afrika vorkommt und auf Zulu die Bedeutung „sei still, sei friedlich“ („be quiet, be peaceful“) hat.

## Namensträger

### Vorname
- Thulani Malinga (* 1955), südafrikanischer Profiboxer
- Thulani Maseko (1970–2023), Menschenrechtsanwalt und Oppositionspolitiker aus Eswatini
- Thulani Victor Mbuyisa (* 1973), südafrikanischer Ordensgeistlicher und römisch-katholischer Bischof von Kokstad
- Thulani Serero (* 1990), südafrikanischer Fußballspieler

### Künstlername
- Thulani Davis (* 1949), US-amerikanische Dramatikerin, Librettistin, Schriftstellerin, Lyrikerin, Journalistin, Kritikerin, Hochschullehrerin